# Шефер, Зеэв
Зеэв Шефер (ивр. זאב שפר‎, при рождении Герш Файнштейн; 21 апреля 1905, Умань, Киевская губерния — 10 апреля 1964, Айлет ха-Шахар, Израиль) — израильский политический деятель, депутат Кнессета от партии МАПАЙ (1951—1955).
Учился в гимназии в Кишинёве. В 1913 году переехал с родителями в Палестину. В 1917 году служил в Еврейском легионе. В 1919 году был одним из организаторов Ахдут ха-Авода и киббуца Айелет-ха-Шахар, в 1921 году был одним из основателей Гистадрута. Один из основателей Рабочего совета Тель-Авива (1929). С 1939 года секретарь партии МАПАЙ.
В 1939—1945 годах служил в британской армии. В 1951—1955 годах депутат Кнессета 2-го созыва от партии Мапай, заместитель председателя Кнессета.